# Joshua Muravchik
Joshua Muravchik – amerykański internacjolog, wykładowca uniwersytecki o wybitnym wkładzie w rozwój teorii polityki. 
Ukończył City College of New York, doktoryzował się na Uniwersytecie Georgetown. Członek wielu think tanków, należy do grupy najbardziej wpływowych neokonserwatystów. 
W 2023 został odznaczony Krzyżem Wielkim Orderu Zasługi Rzeczypospolitej Polskiej.

## Wybrane publikacje
- The Senate and National Security (Washington Papers, Vol Viii, No 80), Rowman and Littlefield, 1980, ISBN 0-8191-6024-5,
- The Uncertain Crusade: Jimmy Carter and the Dilemmas of Human Rights Policy, Hamilton Press, 1986, ISBN 0-8447-3648-1,
- Imperative of American Leadership: A Challenge to Neo-Isolationism, AEI Press, 1996, ISBN 0-8447-3958-8,
- The Future of the United Nations: Understanding the Past to Chart a Way Forward, AEI Press, 2005.